# Cryphia griseata
Cryphia griseata là một loài bướm đêm trong họ Noctuidae.